# Edició del genoma

Les diferents generacions de nucleases utilitzades per a l'edició del genoma i les vies de reparació de l'ADN que s'utilitzen per modificar l'ADN diana.

L'edició del genoma, o enginyeria del genoma, o l'edició de gens, és un tipus d'enginyeria genètica en què s'insereix, esborra, es modifica o es substitueix l'ADN en el genoma d’un organisme viu. A diferència de les tècniques primerenques d’enginyeria genètica en que s'inseria de forma aleatòria el material genètic en un genoma amfitrió, l'edició del genoma té com a objectiu les insercions a llocs específics.
El 2018, els mètodes comuns per a aquesta edició van utilitzar nucleases dissenyades o "tisores moleculars". Aquestes nucleases creen ruptures de cadena doble (DSB) específiques al lloc desitjat del genoma. Les ruptures de cadena doble induïdes es reparen mitjançant una unió final no homòloga (NHEJ) o una recombinació homòloga (HR), resultants de les mutacions ("edicions") específiques.
A partir del 2015 es van utilitzar quatre famílies de nucleases dissenyades: meganucleases, nucleases de dits de zinc (ZFNs), nucleases d'activitat similar a activador de transcripció (TALEN) i el sistema agrupat amb repeticions palindròmiques curtes entrecreuades regularment (CRISPR/Cas9). Nou editors del genoma estaven disponibles a partir del 2017.
L'edició del genoma amb nucleases enginyades, és a dir, les tres grans classes (les tres primeres citades anteriorment) van ser seleccionades per Nature com a mètode de l'any 2011. Science va seleccionar el sistema CRISPR-Cas com a “Breakthrough of the Year 2015”.
Al maig del 2019, els advocats a la Xina van informar, a la llum de la suposada creació del científic xinès He Jiankui (amb les primeres edicions de gens en humans, vegeu la controvèrsia de Lulu i Nana), la redacció de regulacions en les que qualsevol persona que manipulés el genoma humà mitjançant tècniques d’edició de gens, com CRISPR, seria responsable de les seves conseqüències adverses. S'ha discutit recentment una perspectiva de precaució sobre els possibles punts cecs i els riscos de CRISPR i biotecnologies relacionades, centrada en la naturalesa estocàstica dels processos de control cel·lular.
David Liu informà el 2019 d'una nova tècnica d'edició genètica anomenada "edició de qualitat".